# الإعلام بفوائد عمدة الأحكام
الإعلام بفوائد عمدة الأحكام. كتاب صنفه ابن الملقن سراج الدين أبو حفص عمر بن علي بن أحمد الشافعي المصري وهو شرح نفيس لكتاب عمدة الأحكام، وهو من أنفس الشروح لكتاب عمدة الأحكام الذي نفع الله به علماء المذاهب في سائر العصور.

## أهمية الكتاب
تأتي أهمية الكتاب هذا وشرحه:
1. أول ما تأتي أنه مستخرج من الصحيحين، حيث اعتمد الحافظ المقدسي في كتابه (عمدة الأحكام) عليهما فانتقى منهما ما ارتآه من أحاديث الأحكام، وجعل الله لهذا الكتاب قبولًا من أهل العلم من المذاهب الأربعة وغيرهم، ونفع الله به نفعًا عظيمًا وذلك من أمارات حسن قصد المؤلف -رحمه الله تعالى- وسلامة منهجه وعظيم توفيق الله له، ولذا اعتنى به أهل العلم حفظًا وتدريسًا، وشرحًا وتعليقًا، وهذا مما يعطي أهمية لهذا الشرح.
2. تداول جميع المذاهب الفقهية له قراءة وتدريسًا وشرحًا فهو من الكتب التي لقيت قبولًا عامًا لدى جميع العلماء.
3. أن مؤلف هذا الشرح هو الإمام العلامة ابن الملقن الذي تكاثرت عبارات أئمة أهل العلم في الثناء عليه وبيان رفعة منزلته العلمية حيث وصف «بالحافظ» «العلَّامة» «الإمام» «شيخ الإِسلام».
4. أن هذا الكتاب مستسقى من عدة شروح لكتاب (عمدة الأحكام) سابقة للمؤلف كابن دقيق العيد وابن العطار والفاكهي وغيرهم ممن اهتموا بشرح هذا الكتاب والتعليق عليه، فيكون كالجامع لها.
5. قلة الكتب ذات الآن المتخصصة في شرح أحاديث الأحكام وخاصة عمدة الأحكام فإنه مع كثرة المخطوط منها فالمطبوع قليل أو يندر.
6. اعتماد أهل العلم على هذا الشرح فنقلوا منه في كتبهم وأحالوا عليه.
7. أن في نشر الكتب العلمية إثراء للمكتبة الحديثية في مثل هذا النوع من الكتب.[2]